# Beatrice Ferolli
Beatrice Ferolli verheiratete Thalhammer (* 1932) ist eine österreichische Schauspielerin, Theater- und Drehbuchautorin.

## Leben
Sie wurde als Tochter eines Italieners und einer Deutschen geboren.
Sie absolvierte das humanistische Gymnasium. Dann machte sie eine Ausbildung am Max Reinhardt Seminar für Schauspiel in Wien.
Nach ihrer Schauspielausbildung war sie 15 Jahre lang als Schauspielerin an Theatern in Deutschland und Österreich tätig.
Seit 1958 verfasst Beatrice Ferolli Theaterstücke. Fünf ihrer Stücke wurden im Theater in der Josefstadt uraufgeführt, eines  verfilmt. Ihre Bühnenwerke wurden in acht Sprachen übersetzt und in 15 Ländern gespielt.
Seit 1976 schrieb Ferolli auch elf Romane. Einige davon wurden auch in andere Sprachen übersetzt.
Weiters hat sie für das Fernsehen ungefähr 40 Drehbücher sowohl für Fernsehspiele als auch für Fernsehserien, beispielsweise Das Traumschiff und Schlosshotel Orth, kreiert.
Im Rahmen ihrer Professur an der Universität für Musik und darstellende Kunst Wien etablierte sie eine Musical-Klasse.

## Werke

### Romane
- 1976 Die Zottelbande, Jugendbuch
- 1976 Sommerinsel
- 1981 Fährt ein Schiff nach Apulien
- 1983 Die Kürbisflöte
- 1985 September-Song
- 1987 Das Gartenzimmer
- 1990 Insel der Träume
- 1991 Traumschiff
- 1996 Pilars Garten
- 1997 Schlosshotel Orth
- 1997 Im Süden hat der Himmel Fenster
- 2002 Alle Himmel stehen offen

### Theaterstücke (Auswahl)
- 1960 Alphabet in der Ewigkeit[1]
- 1961 Wunschträume[1]
- 1963 Wackelkontakt[3]
- 1964 Das Haus der guten Söhne[2][4]
- 1975 Fetzenflieger (verfilmt)[5][2]
- 1976 Antoine unter den Sternen[4]
- 1982 Jupiter gesucht. Lustspiel[4]
- 2009 Dietrich und Leander, Thomas Sessler Verlag, Wien[6]

## Verfilmung
- 1976 Duett zu dritt, basierend auf dem Theaterstück Fetzenflieger[7][5]

## Filmografie (Auswahl)
- 1951: Das unmögliche Mädchen (Fräulein Bimbi, Darstellerin)
- 1972: Briefe von gestern (Drehbuch)

## Auszeichnungen
- 1956 Dramatikerpreis des Nationaltheaters Mannheim
- 1970 Theodor-Körner-Preis
- Förderpreis der Stadt Wien

## Privatleben
Ferolli war mit dem inzwischen verstorbenen Erwin Thalhammer verheiratet. Sie hat drei Kinder und drei Enkelkinder.